# Hungaria (Liszt)

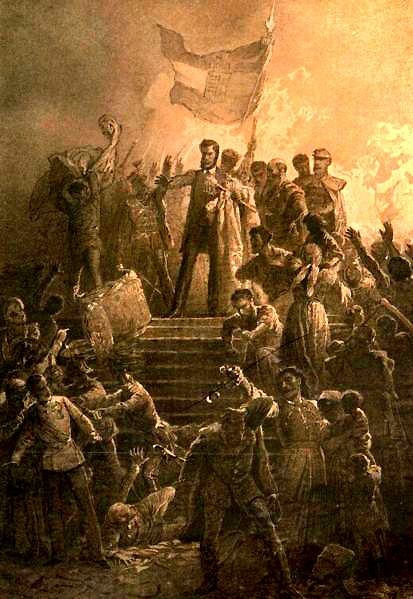
Rendición de Sándor Petőfi recitando el Nemzeti dal a una multitud el 15 de marzo de 1848 (por Mihály Zichy).

Hungaria S.103 es un poema sinfónico compuesto por Franz Liszt en 1854. Es el número 9 de su ciclo de trece Poemas sinfónicos escritos durante su periodo en Weimar.

## Composición y recepción
El poema está basado en parte en la Marcha heroica al estilo húngaro para piano que escribió en 1840. Fue estrenada bajo la dirección de Liszt en el Teatro Nacional Húngaro de Budapest el 8 de septiembre de 1856, donde alcanzó un gran éxito. «Fue mejor que los aplausos», escribió el compositor más tarde. «Todos lloraron, tanto hombre como mujeres». Había recordado la escena del proverbio que decía «lágrimas de alegría para los húngaros».

## Estructura
Hungaria no tiene programa y es considerada una Rapsodia húngara por una gran mayoría. Después de una corta introducción, marcada como Largo con duolo, el tema principal de la Marcha al estilo húngaro aparece en los clarinetes, fagotes y violas. Este tema y su continuación dominan la primera parte de la obra, aunque interrumpido en una ocasión por una cadenza para violín solista. Esta parte contiene las características estilísticas de los verbunkos, con secciones Largo con duolo alternando con un Andante marzinale en un contraste de lassu y friss, ritmos acentuados formalmente y abundante ornamentación violinística. La música incrementa en violencia hasta llegar finalmente a un segundo tema. Una de las partes más típicas de esta obra es la marcha fúnebre basada en este segundo tema. Aquí, Liszt deseaba claramente simbolizar tanto el fracaso de la revuelta de Lajos Kossuth en la Revolución húngara de 1848 como la esperanza de que un día Hungría sería liberada por su propio pueblo. La obra termina volviendo a referirse a ambos temas.